# 마크 헤링
마크 랜킨 헤링(Mark Rankin Herring, 1961년 9월 25일 ~ )는 미국의 정치인이다.

## 학력
- 버지니아 대학교 인문사회 학사
- 버지니아 대학교 인문사회 석사
- 리치먼드 대학교 법무박사

## 경력
- 2000.01 ~ 2003.12 라우던 카운티 감독위원회 리스버그 선거구 위원
- 2006.02 ~ 2014.01 제154·155·156·157대 버지니아주 제33선거구 상원의원
- 2014.01 ~ 2022.01 제47대 버지니아주 법무장관

## 역대 선거 결과
| 선거명        | 직책명                       | 대수  | 정당   | 득표율 | 득표수      | 결과 | 당락                               |
| ------------- | ---------------------------- | ----- | ------ | ------ | ----------- | ---- | ---------------------------------- |
| 1999년 선거   | 감독위원회 (리스버그 선거구) | -대   | 민주당 | 54.10% | 1,655표     | 1위  | 라우던 카운티 감독위원회 위원 당선 |
| 2003년 선거   | 상원의원 (버지니아 제27부)   | 153대 | 민주당 | 41.07% | 18,460표    | 2위  | 낙선                               |
| 2006년 재선거 | 상원의원 (버지니아 제33부)   | 154대 | 민주당 | 61.63% | 12,381표    | 1위  | 버지니아 주의원 당선               |
| 2007년 선거   | 상원의원 (버지니아 제33부)   | 155대 | 민주당 | 56.90% | 27,784표    | 1위  | 버지니아 주의원 당선               |
| 2011년 선거   | 상원의원 (버지니아 제33부)   | 157대 | 민주당 | 54.07% | 14,061표    | 1위  | 버지니아 주의원 당선               |
| 2013년 선거   | 버지니아 법무장관            | 47대  | 민주당 | 49.91% | 1,105,045표 | 1위  | 버지니아주 법무장관 당선           |
| 2017년 선거   | 버지니아 법무장관            | 47대  | 민주당 | 53.34% | 1,385,389표 | 1위  | 버지니아주 법무장관 당선           |
| 2021년 선거   | 버지니아 법무장관            | 48대  | 민주당 | 49.55% | 1,621,227표 | 2위  | 낙선                               |

## 참고 자료
- 위키미디어 공용에 마크 헤링 관련 미디어 분류가 있습니다.